# Tre Remmare

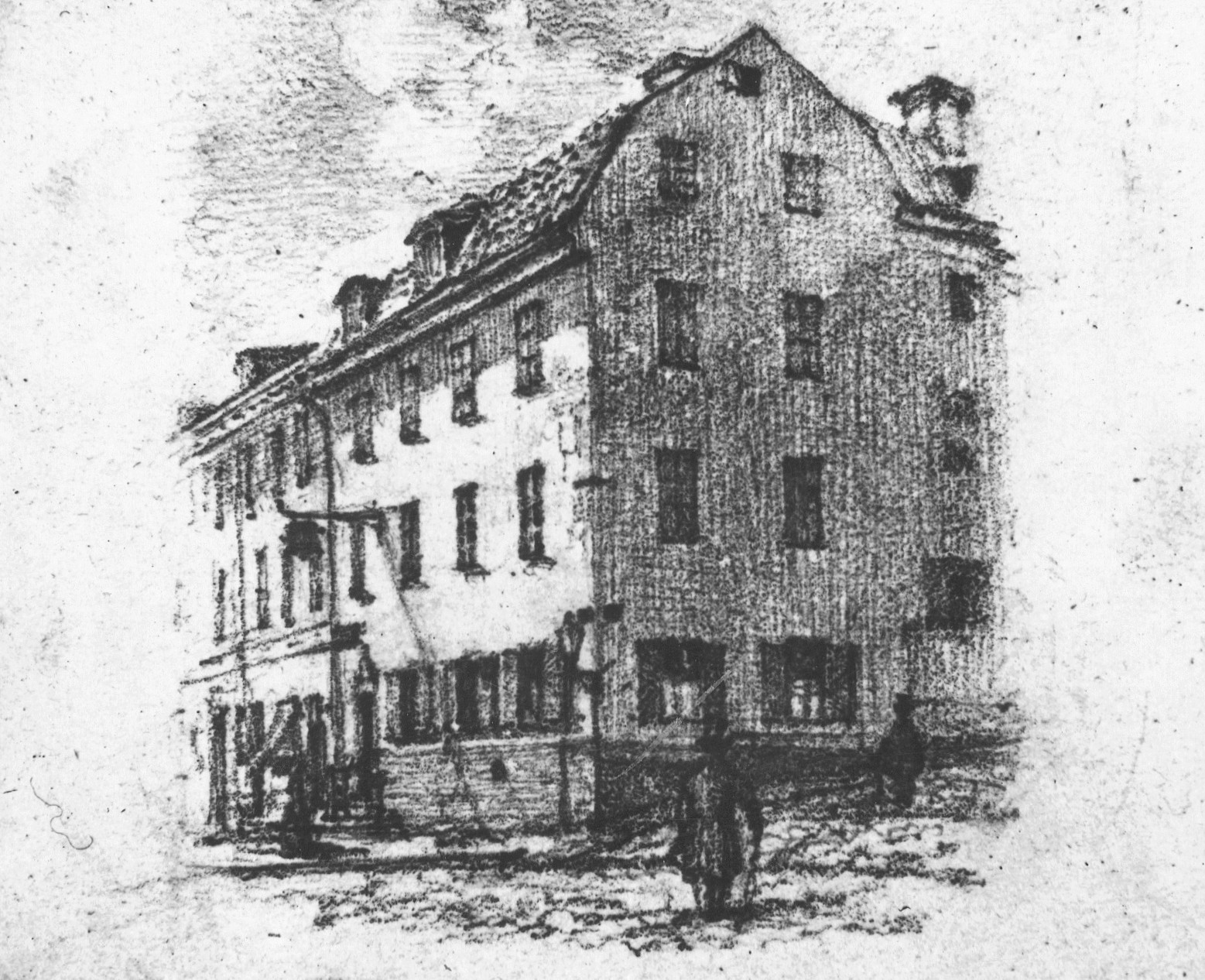
Tre Remmare på 1880-talet, teckning av Carl Svante Hallbeck.

Tre Remmare var en anrik restaurang vid Regeringsgatan 47 på Norrmalm i Stockholm. Stället hade funnits sedan 1688 på samma adress och försvann i samband med Norrmalmsregleringen 1962. På platsen uppfördes sedan parkeringshuset Parkaden. Därefter fortsatte Tre Remmare sin verksamhet vid Regeringsgatan 16 fram till 1970 då även det huset revs och restaurangen stängdes för gott. Tre Remmare var en av Stockholms krogar som besjöngs av Carl Michael Bellman.

## Historik

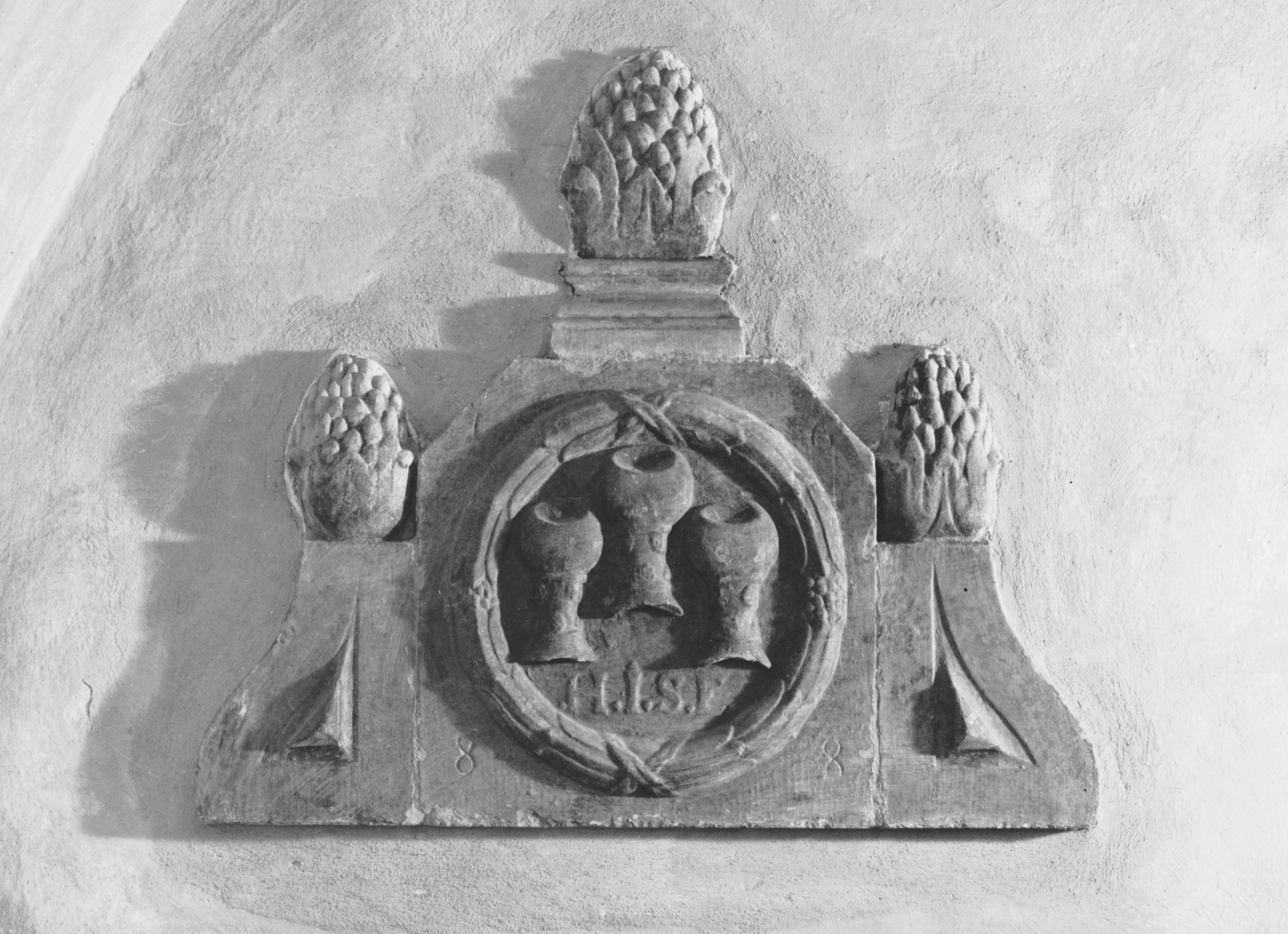
Tre Remmarens gamla portalöverstycke i sandsten.

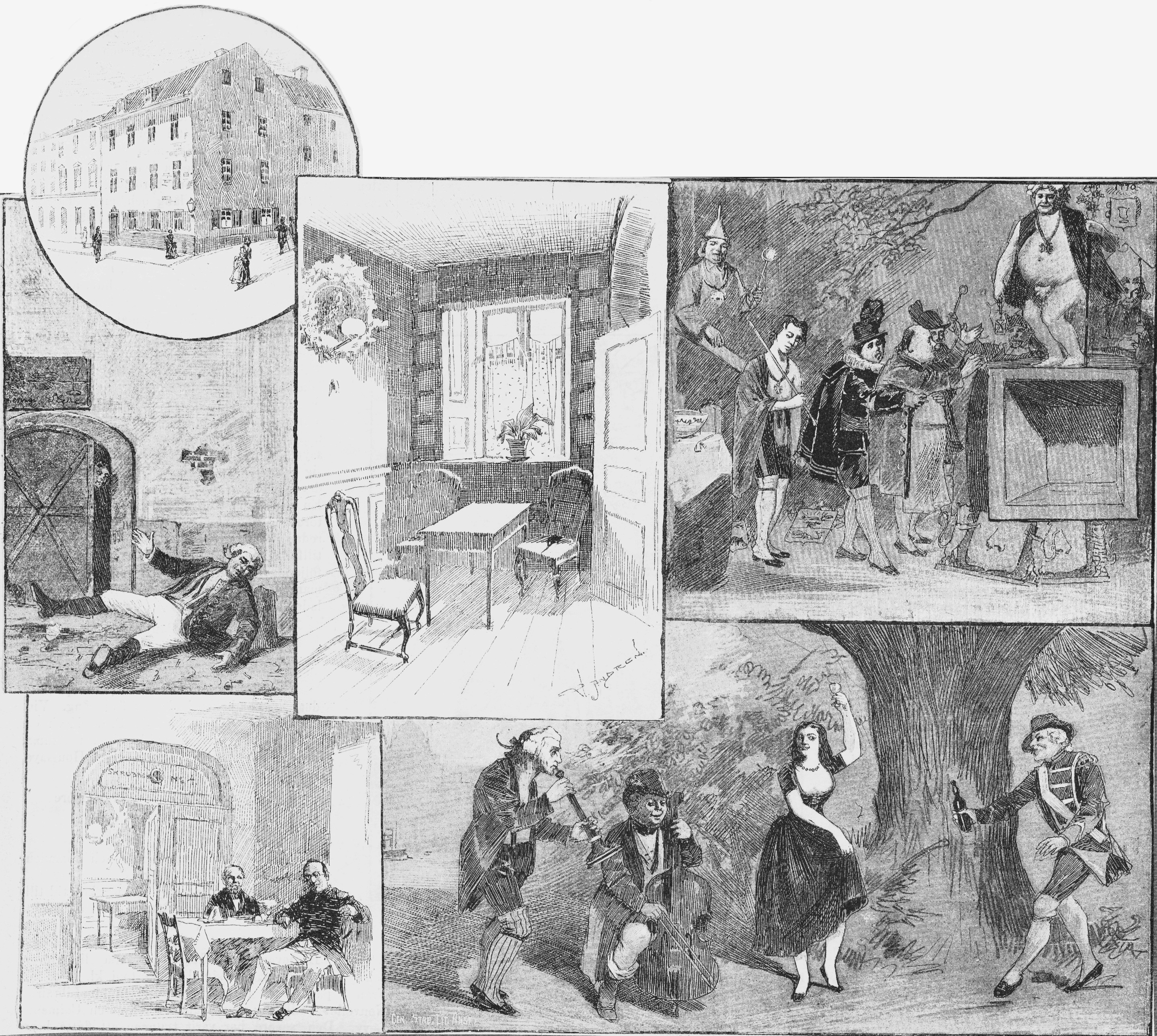
Tre Remmares interiör och väggmålningar, illustrationer av Oskar Savlander, 1885.

Tre Remmare hade sitt namn efter remmaren, ett pokalformat dryckeskärl av glas, som i sin tur kom från tyskan ”Römer” (römisches Glas). Tre Remmare grundades av vinskänken Håkan Joensson Ekman som fick burskap den 26 augusti 1665.  På 1600-talet fanns redan flera vinkällare med namnet Remmare, bland dem Fyra Remmare och Förgylte Remmaren. Ekman valde Tre Remmare och anknöt därmed till tretalet som återkommer i krognamn som Tre Kronor, Tre Kungar, Tre Druvor och Tre Tunnor. 
Troligen öppnades Tre Remmare år 1688. Det framgår av portalstenen, som utöver årtalet även bär Håkan Joensson Ekmans initialer (H.I.S.E) och tre remmare inom en vinlövskrans samt tre vindruvsklasar. En krans av löv som hängdes upp utanför lokalen var ett gammalt sätt att skylta för en vinstuga eller vinkällare. Portalstenen är ett av de få föremålen som är bevarat från gamla Tre Remmare och finns i Stadsmuseets samlingar. Nordiska museet har även några dörrar och möbler.
Källaren Tre Remmare inrymdes i ett nybyggt hus i kvarteret Hästskon i hörnet Regeringsgatan och Tre Remmares gränd (Treijremmaregrenden). Tre Remmares gränd gick ända upp till Malmskillnadsgatan och var en föregångare till Smålandsgatan. Byggherre var Ekman som lät uppföra ett tvåvåningshus med utskänkningslokaler i bottenvåningen och vinskänkens bostad i den övre våningen. Han avled 1691 och efterträddes av änkan, Elisabeth Christoffersdotter Bure. Hon följdes av flera kvinnor som framgångsrikt drev verksamheten till långt in på 1700-talet. På 1700-talet höjdes huset med en tredje våning.

### Tre Remmare och Bellman

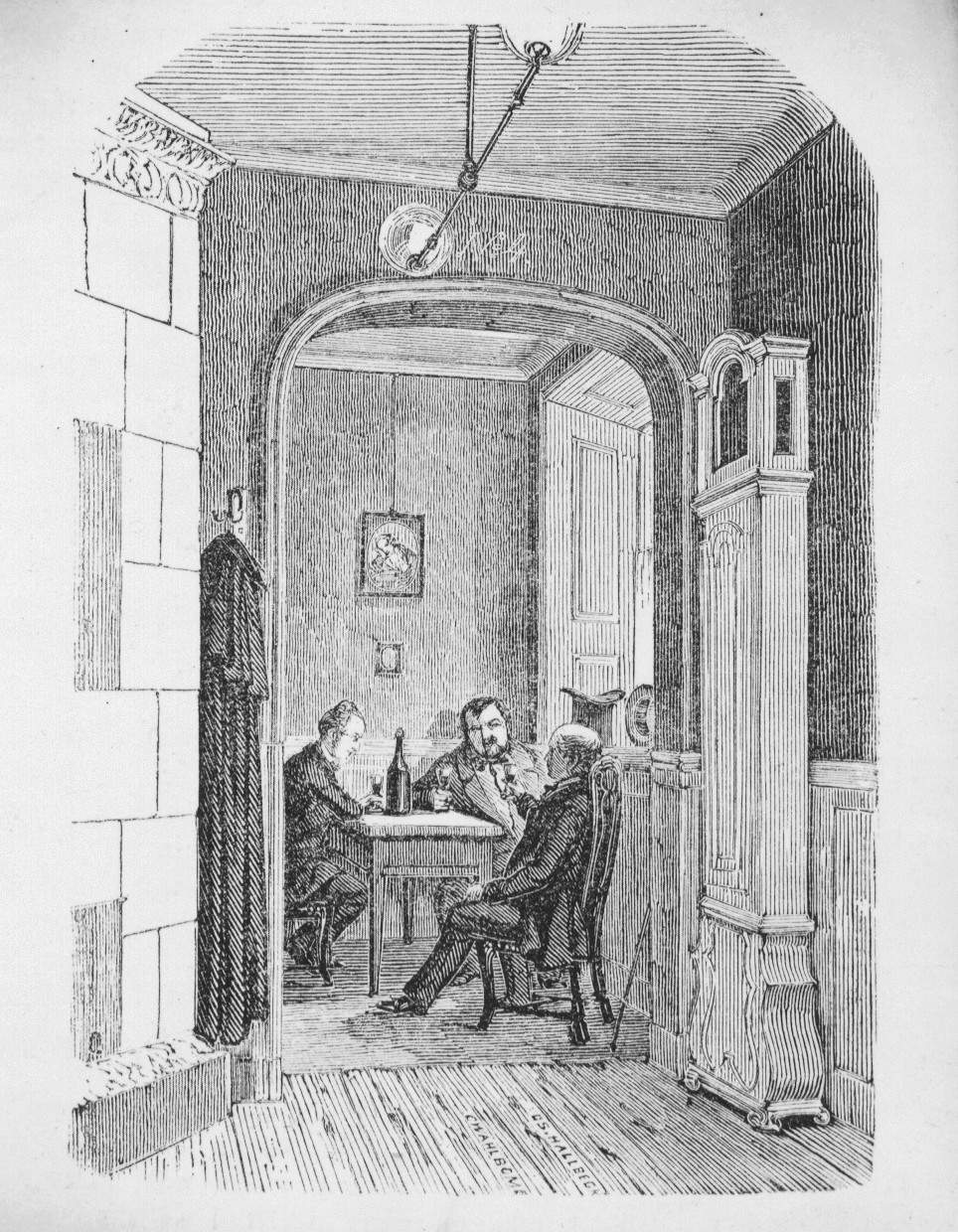
Skrubben nr 4, illustration av Carl Svante Hallbeck, 1880-tal.

Källaren Tre Remmare höll god standard och till gästerna hörde även Carl Michael Bellman. Det var här Bellman skrev om sin figur Movitz: Huruledes Movitz gav lärdomssätet på båten och slog sig ned på Tre Remmare i "Skrubben Nr. 4". I Fredmans sång n:o 28 heter det bland annat:
| ” | Tre studenter, certim tre, till Stockholm sig utstyra stanna på Tre Remmare i skrubben N:o 4, Movitz stolt i sin kolt, satt sig där som preses, drack så bålt, så det var bålt, och utgav nya theses. | „ |

### Tre Remmare under 1800-talet
När vinskänken Fredrik Sandberg övertog Remmaren 1793 var det en blomstrande rörelse och även han skötte Tre Remmare på ett föredömligt sätt. När han avled 1831 efterlämnade han en förmögenhet på 55 878 riksdaler banko. Under 1860- och 1870-talen var traktören Carl Johan Sjöberg ansvarig för Tre Remmare. Med god mat och underhållande sång blev stället mycket populärt och besöktes av bland andra Elias Sehlstedt och August Blanche. Till gästerna hörde även Prins August som fick ett undanskymt bord vid sina besök. 
Till sent 1800-tal var Tre Remmare ett så kallat ”herrställe” där männen kunde vara ifred för sina hustrur. Man åt hemma men gick sedan till Tre Remmare för att dricka ett glas vin eller öl och diskutera med andra män. På 1880-talet genomgick huset vid Regeringsgatan en grundlig omdaning. Allt revs utom de gamla grundmurarna från 1600-talet och ett nytt hus uppfördes. Under en övergångstid fick Tre Remmare flytta tvärs över gatan för att 1888 nyinvigas på sin gamla adress.

### Tre Remmare under 1900-talet

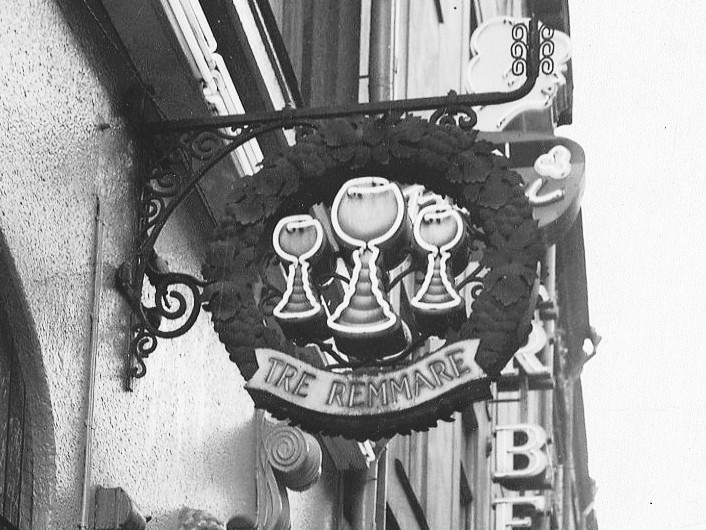
Tre Remmares skylt, Regeringsgatan 16.

År 1910 fick Tre Remmare en ny ledning och en ny inriktning, nu som framstående lunchrestaurang. Man kunde välja mellan ett smörgåsbord eller en varmrätt för 60 öre och en snaps och öl för 50 öre. 1929 kom nästa förändring när Tre Remmare moderniserades och blev en modern restaurang under Claes Friesack. När han avled 1951 fortsatte änkan och sonen att driva stället till 1956 då källarmästaren Luciano Frati tog över. 
Han hade sedan 1947 Restaurang Frati (tidigare Ljunggrens Bar) vid Regeringsgatan 16 som han sålde. Sitt nya ställe vid Regeringsgatan 47 kallade han Frati Tre Källare och drevs tillsammans med hustrun Maj-Britt Frati (född Håkansson). En lätt och elegant Italieninspirerad era började. Konceptet fungerade och gästerna köade. Här introducerade Frati pizzan, maträtten kom dock att slå igenom först i slutet 1960-talet i och med Bengt Wedholms Östergöks Pizzeria som öppnade 1968. År 1959 övertog Frati även Stortorgskällaren vid Stortorget i Gamla stan som han döpte om till Fratis källare.

### Slutet
På 1960-talet kom grävskoporna all närmare i det stora cityomdanings-projektet Norrmalmsregleringen. I mars 1962 började rivningsarbetena i kvarteret Hästskon och på platsen uppfördes sedan parkeringshuset Parkaden som stod färdig 1965. Samtidigt försvann även den västra delen av Smålandsgatan (mellan Regeringsgatan och Malmskillnadsgatan) inom det nya byggnadskomplexet. Under en kort övergångstid flyttade Tre Remmare till Regeringsgatan 16 som Frati hade köpt tillbaka. Hustrun flyttade dock till Beverly Hills och öppnade där restaurangen Konditori Scandinavia. 1967 blev Tre Remmare under en ny ägare till Svarta Katten. 1970 revs även det huset och restaurangen stängdes för gott. Idag är det istället NK Art Bakery som står för mat och dryck på Tre Remmares gamla adress.

## Historiska bilder

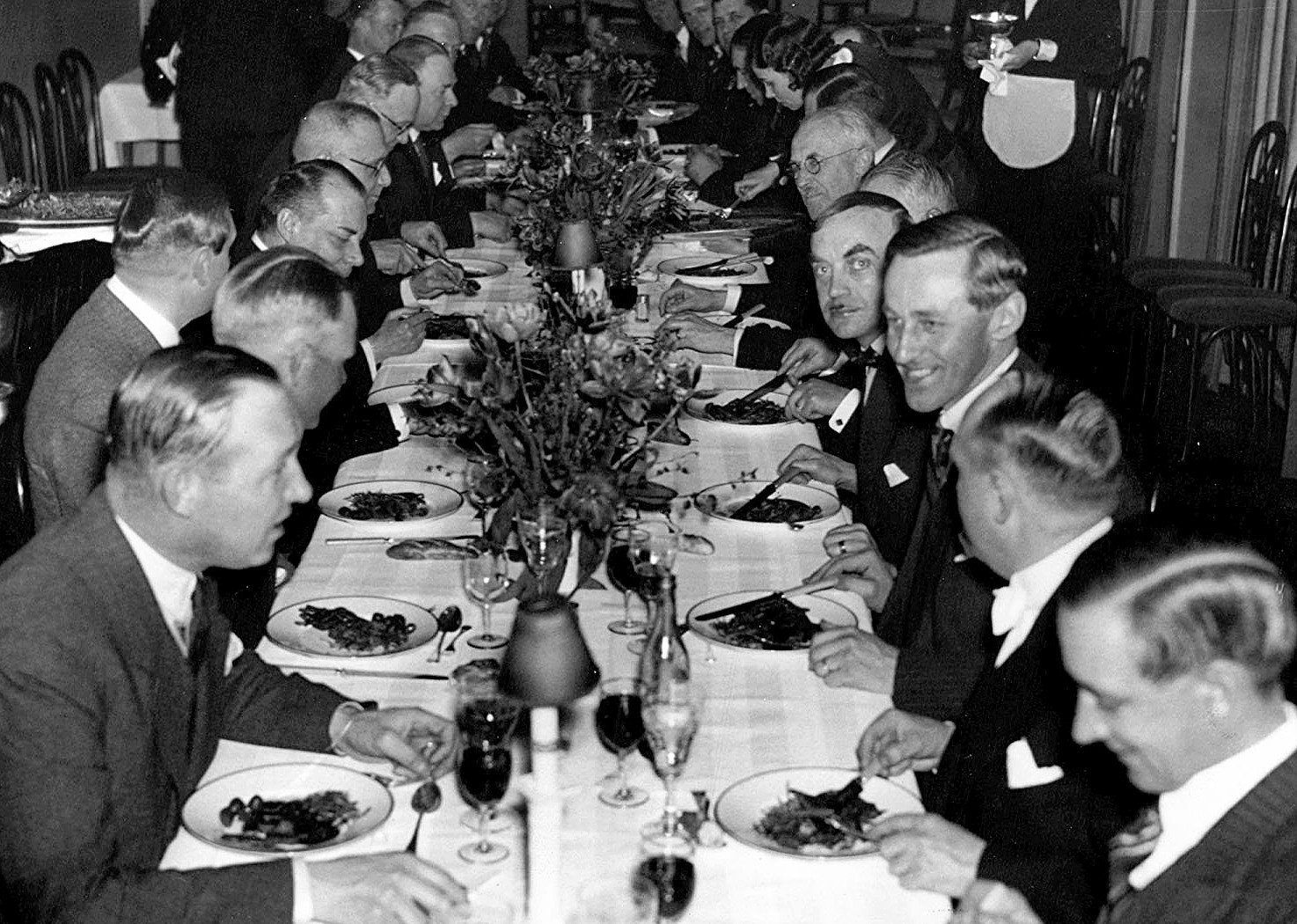
Officerare från Västerbottens regemente 1937.
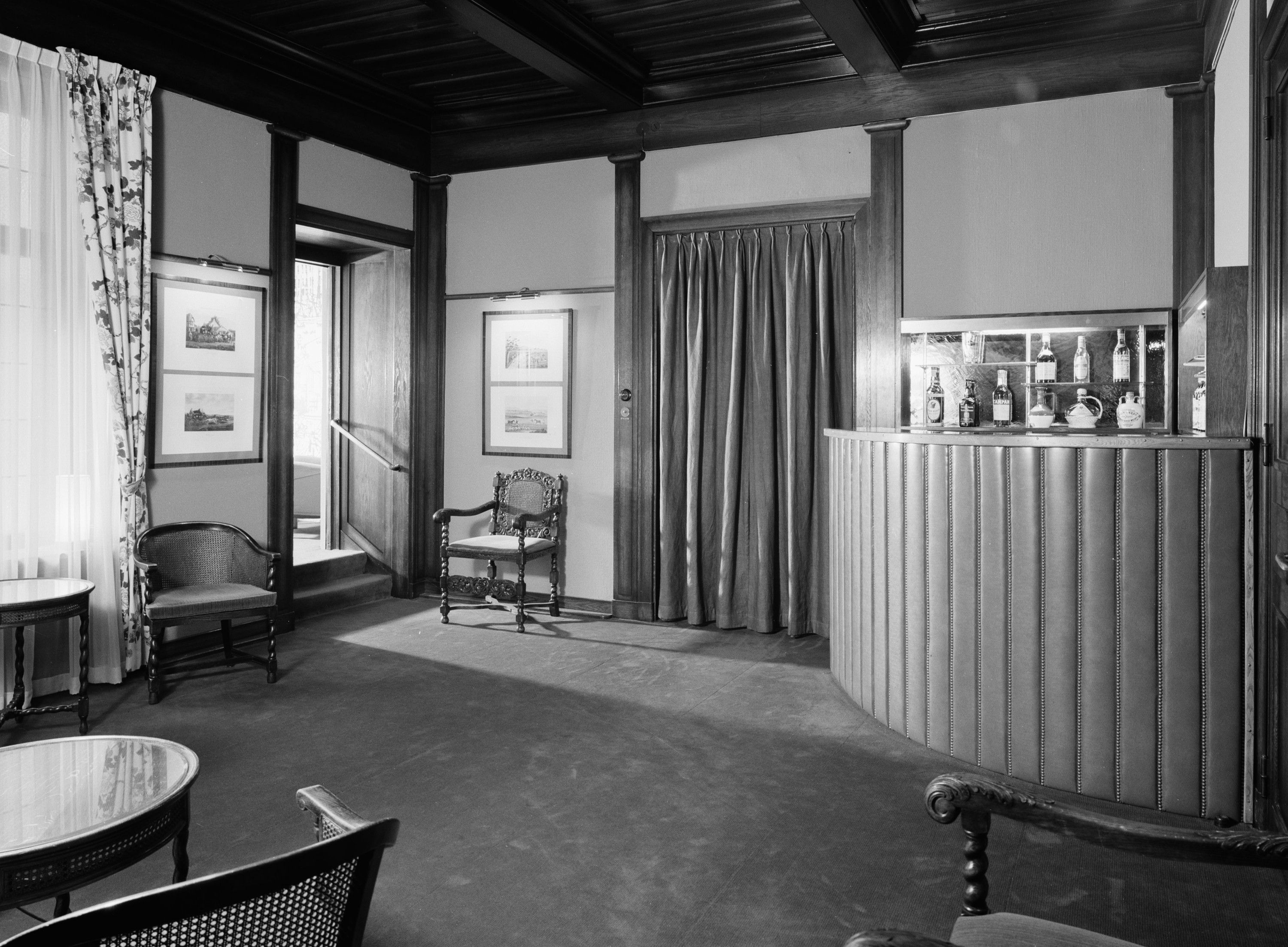
Del av festvåningen 1959.
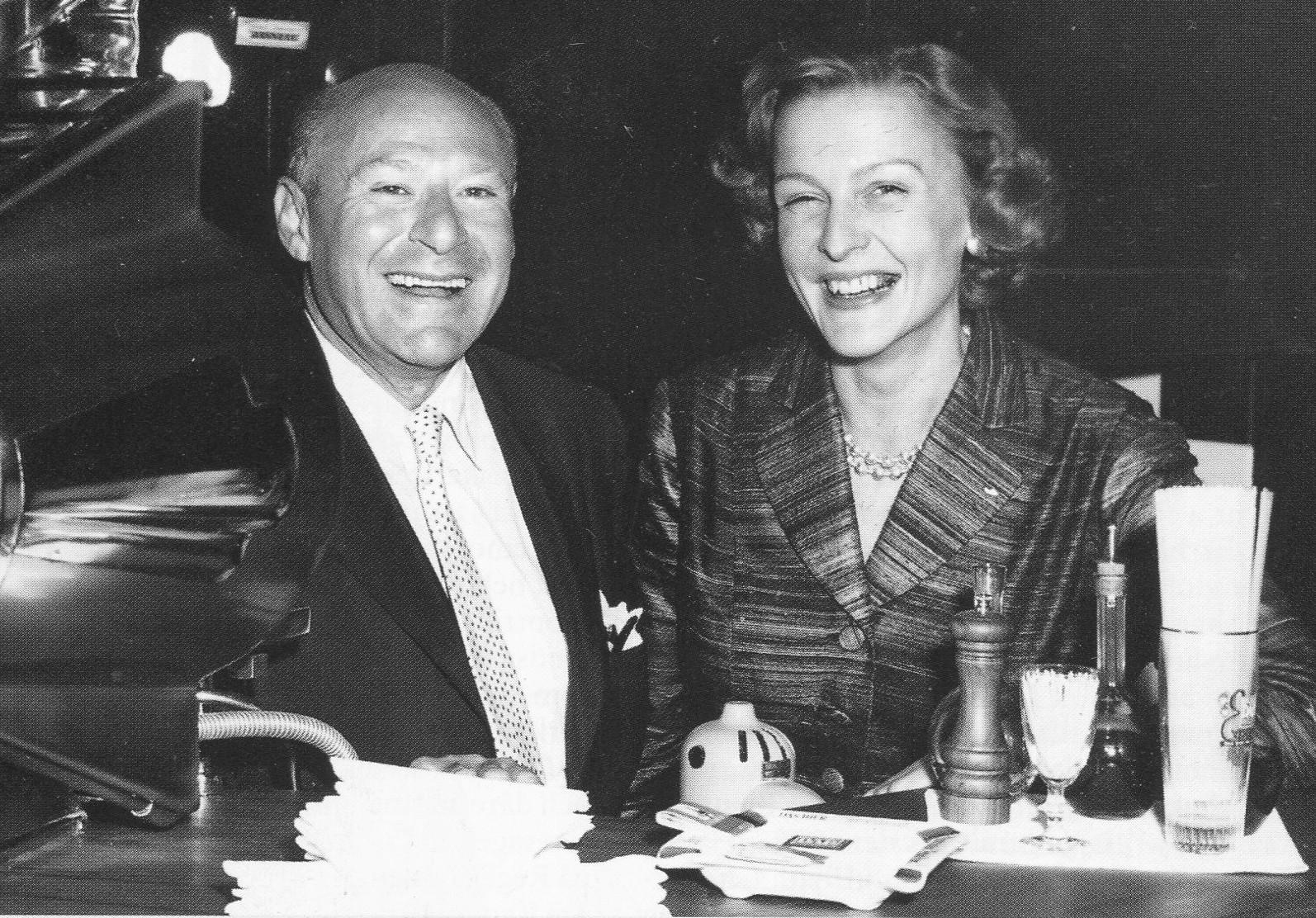
Maj-Britt Frati med en gäst, 1956.
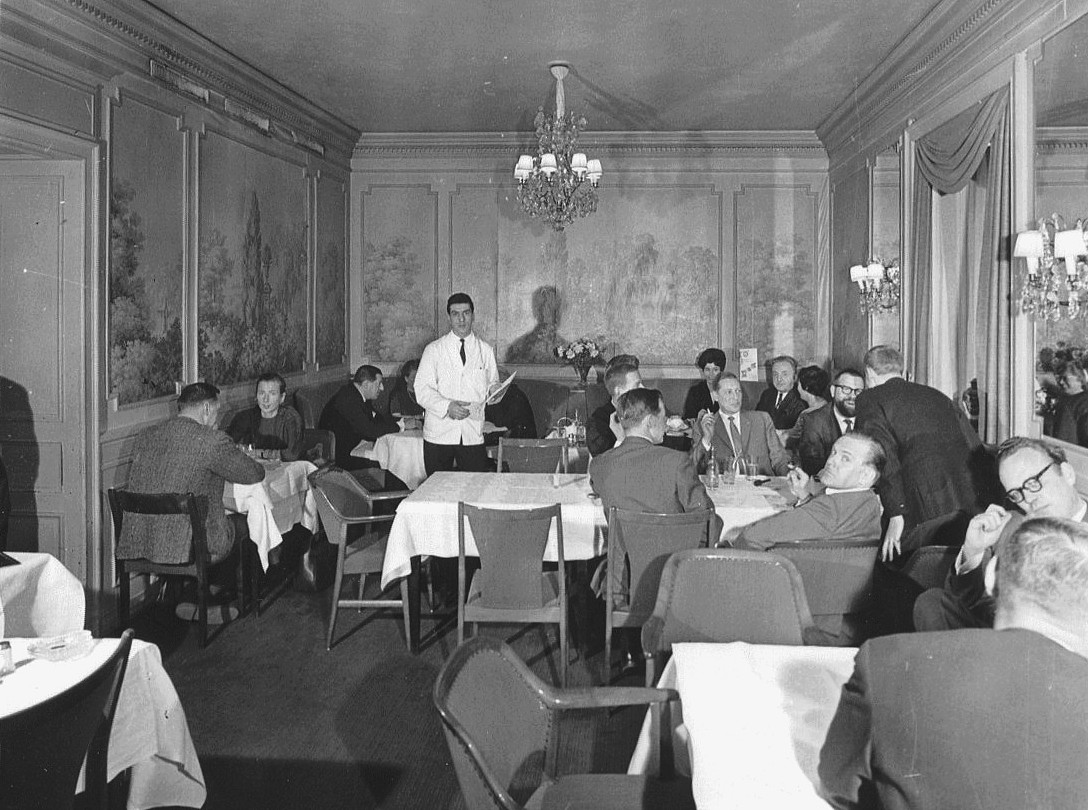
Tre Remmare kort innan rivningen 1962.
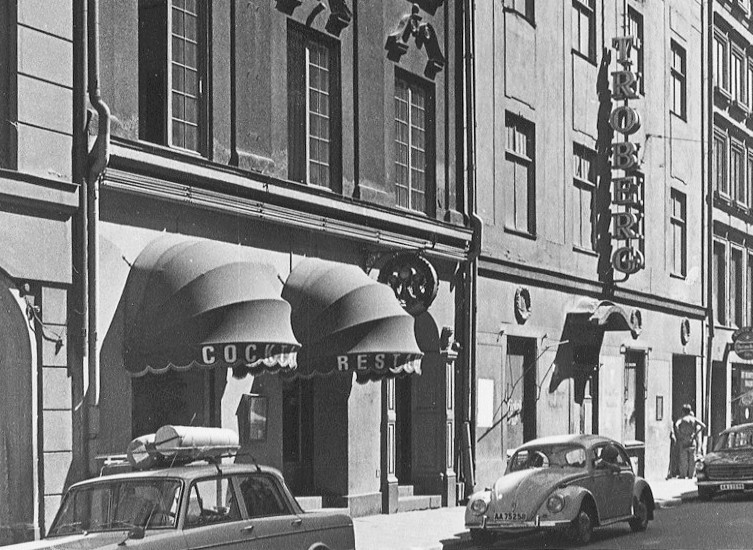
Tre Remmares sista adress, Regeringsgatan 16.